# 森山雄太
森山 雄太（もりやま ゆうた、2001年6月12日 - ）は、ジャパンラグビーリーグワンNECグリーンロケッツ東葛に所属するラグビー選手。

## プロフィール
- 福岡県出身[1]。
- ポジションはフランカー(FL)、ナンバーエイト(No8)。
- 身長 182 cm、体重 98 kg

## 略歴
2020年、東福岡高校卒業後、明治大学に入る。なお東福岡高校時代、高校日本代表候補に選ばれたことがある。
2024年、アーリーエントリーでNECグリーンロケッツ東葛に加入。